# Annie Meijer
Annie Meijer (Rotterdam, 28 juli 1875 - aldaar, 4 juli 1954) was een Nederlands politicus namens de Roomsch-Katholieke Staatspartij (RKSP). Van 6 mei 1924 tot 8 juni 1937 was zij Tweede Kamerlid. Ze was van 1923 tot en met 1935 ook gemeenteraadslid van Rotterdam en lid van de Provinciale Staten van Zuid-Holland.

## Levensloop
Meijer werd geboren op 28 juli 1875 in Rotterdam als dochter van Carolus Augustus Meijer en Paulina Maria van Berckel. Ze doorliep de meisjesschool te Rotterdam en kostscholen in Brussel en Bonn. Na haar opleiding wijdde ze zich aan liefdadigheid. Ze werd actief in de R.K. Vrouwenbond en andere rooms-katholieke verenigingen en organisaties. Aan het begin van de Eerste Wereldoorlog hielp ze Belgische kinderen.
Meijer kwam op 6 mei 1924 in de Tweede Kamer als vervanger voor de net overleden Maximilien Joseph Caspar Marie Kolkman. In de Tweede Kamer hield Meijer zich bezig met de positie van vrouwen, kinderstrafrecht, zedelijkheid, het gevangeniswezen en het nijverheidsonderwijs. Ze was het achtste vrouwelijke Tweede Kamerlid, en het tweede vrouwelijke katholieke Kamerlid. Bij de Tweede Kamerverkiezingen 1929 werd ze gekozen via de "vrouwenlijke kwaliteitszetel".
Meijer overleed op 6 juli 1954. Ze werd begraven op het Rooms-Katholieke kerkhof in Crooswijk.

## Persoonlijk
Meijer was - anno 1929 - ongehuwd.
Ze maakte reizen naar onder meer Rusland en Italië. Ze hield verder van literatuur en muziek.

## Onderscheidingen
- Ridder in de Orde van de Nederlandse Leeuw[8]
- Medaille Reine Elisabeth, ook wel Koningin Elisabeth Medaille[8]
- Erevoorzitster van de R.K. Vrouwenbond[8]

## Verkiezingsuitslagen
| Verkiezing        | Partij | Positie | Kieskring     | Refs   |
| ----------------- | ------ | ------- | ------------- | ------ |
| Tweede Kamer 1922 | RKSP   | 3       | 's Gravenhage | [ 9 ]  |
| Tweede Kamer 1925 | RKSP   | 6       | 's Gravenhage | [ 10 ] |
| Tweede Kamer 1929 | RKSP   | 3       | 's Gravenhage | [ 11 ] |
| Tweede Kamer 1933 | RKSP   |         |               |        |